# Fruta-do-sabiá

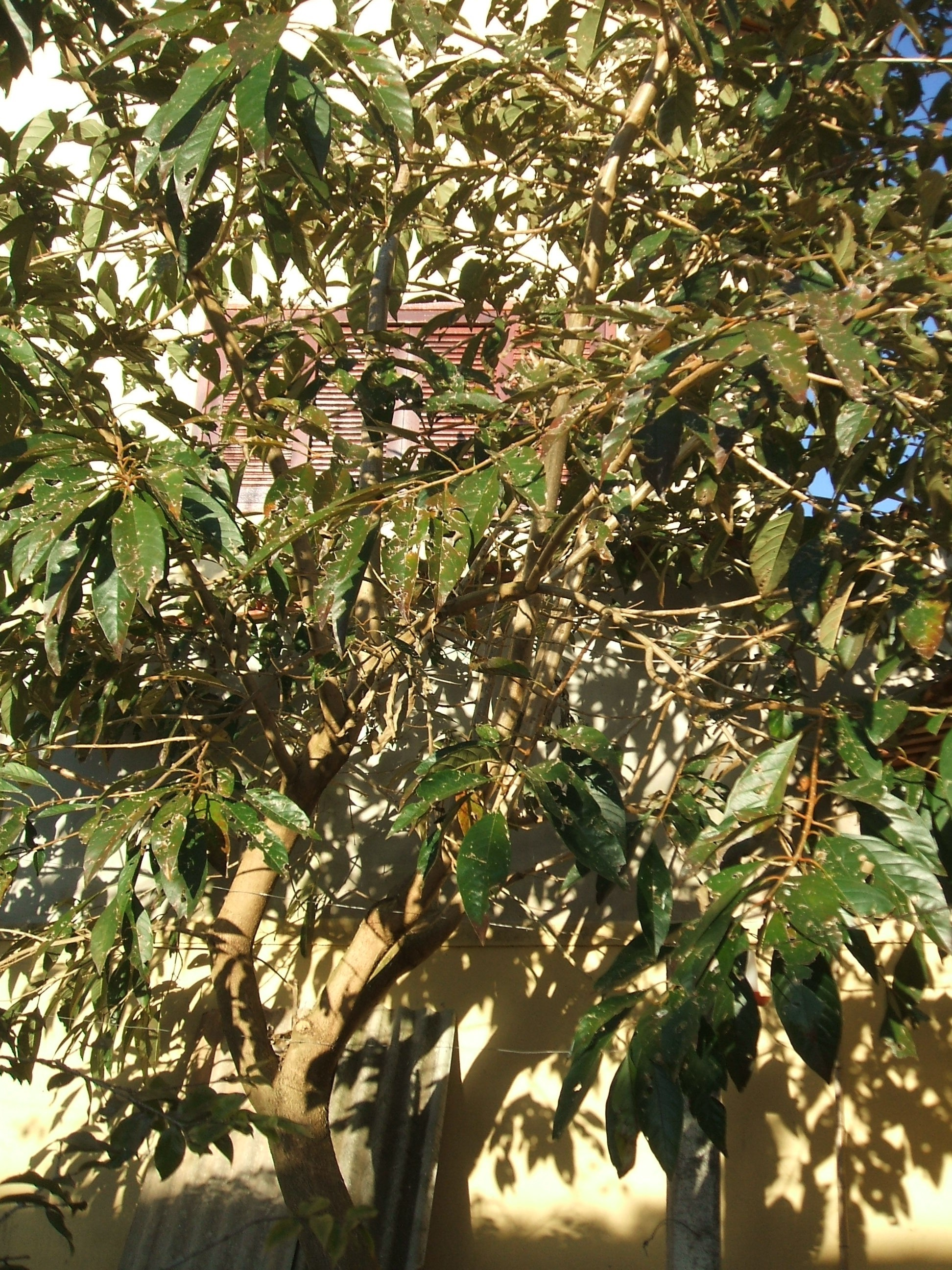
Hábito da planta.

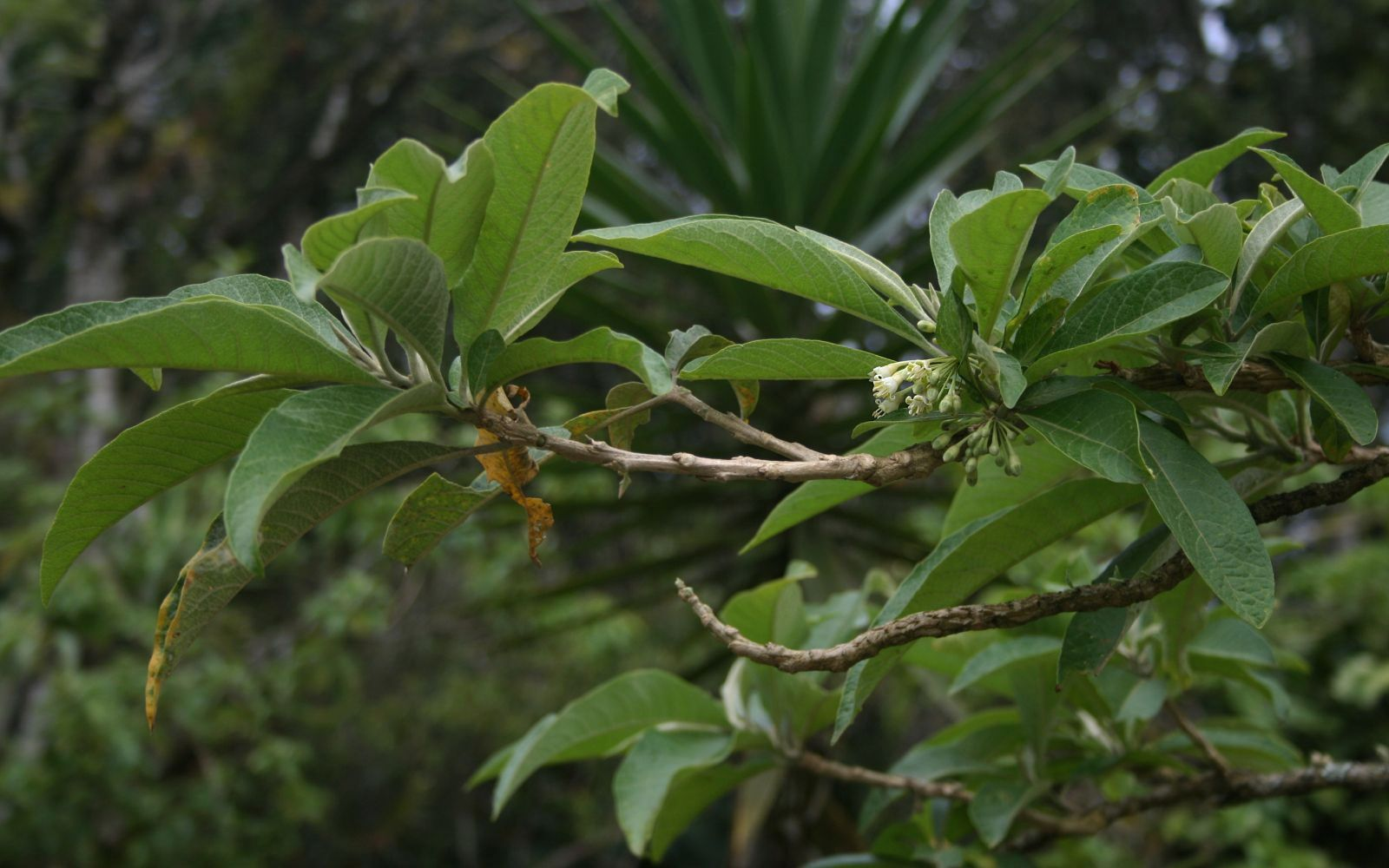
Ramos e flores.

A fruta-de-sabiá ou marianeira (Iochroma arborescens, antes Acnistus arborescens) é uma espécie de plantas com flor da família das solanáceas (Solanaceae) com distribuição natural nos neotrópicos. É a única espécie aceita do género monotípico Acnistus.

## Descrição
A marianeira uma espécie de arbustos ou pequenas árvores, com até 7 m de altura, inermes, com ritidoma suberoso, com pubescência por tricomas simples.
As folhas são solitárias, simples, elípticas a lanceoladas, com 7–20 cm de comprimento e 3–8 cm de largura, ápice agudo, base em cunha ou atenuada, inteiras, face superior glabra, face inferior escassamente tomentosa com tricomas simples e ramificados; pecíolos com 2–4 cm de comprimento.
Inflorescências numerosas de fascículos agregados ao longo de 5–25 cm do caule lenhoso, com muitas flores rebentos curtos de 1–5 mm de comprimento (braquiblastos), pedicelos com 1,5–3 cm de comprimento, delgados, glabros, flores fragantes, actinomorfas, pentâmeras; cálice campanulado ou cupuliforme, 2–4 mm de comprimento, truncado no botão, glabro, papiráceo, que se separa rapidamente em lobos ligeiramente desiguais e arredondados em 1/4–1/3 do seu comprimento; corola tubular-campanulada, com 8–12 mm de comprimento, branca, lobada em menos de metade do seu comprimento, lobos valvados, arredondados, finamente pubescentes por fora, amarelados por dentro, com o tubo glabro; filamentos inseridos imediatamente abaixo da parte média do tubo da corola, glabros, anteras oblongas, com 3–4 mm de comprimento, pontiagudas, basalmente dorsifixas, largamente exertas, com deiscência longitudinal; ovário basalmente fundido num disco nectarífero, glabro, estigma bilobado, exerto, glabro.
O fruto é uma baga, com 5–6 mm de comprimento, sumarenta, alaranjada ou amarela quando madura, pericarpo com células escleróticas (esclerócitos); as sementes são numerosas, discoides, com 1,5–2 mm de largura, com o embrião enrolado.

## Distribuição e habitat
O fruto-do-sabiá é uma planta nativa da América do Sul e Central e do Caribe, onde está classificada pelo Departamento de Agricultura norte-americano com espécie de planta nativa.
A espécie é de ocorrência comum em bosques alterados secos a húmidos, a altitudes de 500–1400 metros; floresce e frutifica durante todo o ano. Ocorre desde o sul do México até a parte norte da América do Sul, sendo mais abundante no sul da Nicarágua. Os frutos são utilizados para consumo humano em alguns países da sua região de distribuição natural.
Apesar de existirem 57 espécies descritas apenas um única espécie é considerada como válida. Esta grande sinonímia atesta a polimorfia da espécie.
No Brasil, é encontrada desde o Ceará até o Rio Grande do Sul, ao longo da Mata Atlântica. Habita formações secundárias, capoeiras e áreas abertas. As flores são visitadas insetos e os frutos alaranjados são muito apreciados pela avifauna. 

## Taxonomia
A espécie Acnistus arborescens foi descrita por (L.) Schltdl. e publicado em Linnaea 7: 67–68. 1832. A espécie tem uma muito rica sinonímia que inclui:
| - Acnistus aggregatus (Ruiz & Pav.) Miers - Acnistus benthamii Miers - Acnistus campanulatus (Lam.) Merr. - Acnistus cauliflorus Schott - Acnistus cerasus Hieron. ex Seckt - Acnistus floccosus Werderm. - Acnistus floribundus (Kunth) G.Don - Acnistus geminifolius Dammer - Acnistus grandiflorus Miers - Acnistus guayaquilensis (Kunth) G.Don - Acnistus lehmannii Dammer - Acnistus macrophyllus (Benth.) Standl. - Acnistus miersii Dunal - Acnistus plumieri Miers - Acnistus pringlei Fernald - Acnistus punctatus Ridl. - Acnistus ramiflorus Miers - Acnistus sideroxyloides (Willd. ex Roem. & Schult.) G.Don - Acnistus virgatus Griseb. - Atropa arborea Willd. ex Dunal - Atropa arborescens L. - Atropa arborescens Roem. & Schult. - Atropa sideroxyloides Willd. ex Roem. & Schult. - Atropa solanacea All. ex Steud. - Brachistus oblongifolius Miers | - Brachistus physocalycius D.A.Sm. - Brachistus riparius (Kunth) Miers - Capsicum oblongifolium (Miers) Kuntze - Cestrum campanulatum Lam. - Cestrum cauliflorum Jacq. - Cestrum cauliflorum Sieber ex Bercht. & C.Presl - Cestrum kohauti Bercht. & J.Presl - Cestrum macrostemon Sessé & Moç. - Dunalia arborescens (L.) Sleumer - Dunalia arborescens var. campanulata (Lam.) J.F.Macbr. - Dunalia campanulata (Lam.) J.F.Macbr. - Dunalia macrophylla (Benth.) Sleumer - Ephaiola odorata Raf. - Eplateia arborescens (L.) Raf. - Fregirardia riparia (Kunth) Dunal - Lycium aggregatum Ruiz & Pav. - Lycium arborescens (L.) Spreng. - Lycium grandifolium Willd. ex Roem. & Schult. - Lycium guayaquilense Kunth - Lycium macrophyllum Benth. - Lycium ovale Roem. & Schult. - Pederlea aggregata (Ruiz & Pav.) Raf. - Pederlea arborescens (L.) Raf. - Pederlea cestroides Raf. |